# Ángel Lozada
Ángel Luis Lozada Novalés (Ángel Lozada) là một tiểu thuyết gia, nhà hoạt động, nhà giáo dục và học giả người Puerto Rico.

## Đầu đời
Ông sinh ra ở Mayagüez, Puerto Rico, năm 1968. Ông có bằng Cử nhân Khoa học của Đại học George Washington (1990) và bằng Thạc sĩ Khoa học tại Đại học Johns Hopkins (1998). Ông là một ứng cử viên Ph. D. tại Trường Cao học Châu Âu. Ông cũng tham gia vào nghiên cứu sau đại học về Ngôn ngữ và Văn học Tây Ban Nha và Bồ Đào Nha tại Đại học New York dưới sự giám sát của GS. Subirats Rüggeberg. Ông đã nghiên cứu viết sáng tạo với tác giả người Chile Diamela Eltit. Ông đã xuất bản hai cuốn tiểu thuyết, La Patografía  và No quiero quedarme sola y vacía.
Ángel Lozada là một tu sĩ dòng Tên đến từ tỉnh Maryland (1994 -1996). Ông đã được khởi xướng trong một số truyền thống tôn giáo của người Mỹ gốc Phi, và là một Palero (từ năm 1998) và một linh mục Santero (từ năm 2000) và đã nghiên cứu với một số linh mục Palería, Ifá và Santería tại thành phố New York.
Lozada hiện sống ở Pittsburgh, nhưng trước đây sống ở thành phố New York.
Các tác phẩm gây tranh cãi của Lozada tập trung vào các chủ đề ngoài lề, động vật hóa, thuộc địa hóa, chuyển giới, người di cư Puerto Rico, và gần đây, về các mối quan hệ khi viết, tâm thần phân liệt, sức mạnh và văn hóa khi chúng được triển khai thông qua các diễn ngôn và ngôn ngữ học thuật. Ông đã viết nhiều về những trải nghiệm của chủ đề đồng tính của Puerto Rico trong bối cảnh rộng lớn hơn của xã hội Mỹ hậu hiện đại.

## Tiểu thuyết đã xuất bản
- Lozada, Ángel (2013). El Libro de la Letra A. New York: Sangria Legibilities. ISBN 978-956-8681-32-6.  Lozada, Ángel (2013). El Libro de la Letra A. New York: Sangria Legibilities. ISBN 978-956-8681-32-6.  Lozada, Ángel (2013). El Libro de la Letra A. New York: Sangria Legibilities. ISBN 978-956-8681-32-6.
- Lozada, Ángel (2006). No quiero quedarme sola y vacía. San Juan: Isla Negra. ASIN B006QYQYH2. OCLC 74814318.
- Lozada, Ángel (1998). La Patografía. México: Editorial Planeta. ISBN 968-406-807-7.  Lozada, Ángel (1998). La Patografía. México: Editorial Planeta. ISBN 968-406-807-7.  Lozada, Ángel (1998). La Patografía. México: Editorial Planeta. ISBN 968-406-807-7.

## Đóng góp cho tuyển tập
- Becerra, Eduardo (1999). Líneas aéreas. Ediciones Lengua de Trapo. ISBN 84-89618-31-3.  Becerra, Eduardo (1999). Líneas aéreas. Ediciones Lengua de Trapo. ISBN 84-89618-31-3.  Becerra, Eduardo (1999). Líneas aéreas. Ediciones Lengua de Trapo. ISBN 84-89618-31-3.
- Ortega-Esquivel, Aureliano; Juan Pascual Gay (2010). Escritura y esquizofrenia. Universidad de Guanajuato. ISBN 978-6074410884.  Ortega-Esquivel, Aureliano; Juan Pascual Gay (2010). Escritura y esquizofrenia. Universidad de Guanajuato. ISBN 978-6074410884.  Ortega-Esquivel, Aureliano; Juan Pascual Gay (2010). Escritura y esquizofrenia. Universidad de Guanajuato. ISBN 978-6074410884.
- Paz-Soldán, Edmundo; Alberto Fuguet (2000). Se habla español. Alfaguara. ISBN 1-58105-676-1.  Paz-Soldán, Edmundo; Alberto Fuguet (2000). Se habla español. Alfaguara. ISBN 1-58105-676-1.  Paz-Soldán, Edmundo; Alberto Fuguet (2000). Se habla español. Alfaguara. ISBN 1-58105-676-1.
- Pérez-Ortiz, Melanie (2008). Palabras encontradas: Antología personal de escritores puertorriqueños de los últimos veinte años (Conversaciones). Ediciones Callejón. ISBN 1-881748-61-8.  Pérez-Ortiz, Melanie (2008). Palabras encontradas: Antología personal de escritores puertorriqueños de los últimos veinte años (Conversaciones). Ediciones Callejón. ISBN 1-881748-61-8.  Pérez-Ortiz, Melanie (2008). Palabras encontradas: Antología personal de escritores puertorriqueños de los últimos veinte años (Conversaciones). Ediciones Callejón. ISBN 1-881748-61-8.
- Quiroga, José (2010). Mapa Callejero: Crónicas sobre lo gay desde América Latina. Eterna Cadencia. ISBN 987-1673-25-6.  Quiroga, José (2010). Mapa Callejero: Crónicas sobre lo gay desde América Latina. Eterna Cadencia. ISBN 987-1673-25-6.  Quiroga, José (2010). Mapa Callejero: Crónicas sobre lo gay desde América Latina. Eterna Cadencia. ISBN 987-1673-25-6.
- Suarez-Coalla, Paquita (2006). Aquí me tocó escribir. Trabe. ISBN 84-8053-391-9.  Suarez-Coalla, Paquita (2006). Aquí me tocó escribir. Trabe. ISBN 84-8053-391-9.  Suarez-Coalla, Paquita (2006). Aquí me tocó escribir. Trabe. ISBN 84-8053-391-9.

## Tiểu luận
- Una re-nhớt Lưu trữ ngày 24 tháng 3 năm 2012 tại Wayback Machine Biên tập Letra y Pixel, enero 23, 2011 Lưu trữ ngày 24 tháng 3 năm 2012 tại Wayback Machine
- Mỹ đói. Ngày 24 tháng 11 năm 2010
- Nguyên tắc nuôi ong văn học Puerto Rico. Ngày 26 tháng 9 năm 2010
- El partido nuevo pato-fóbico. Ngày 24 tháng 10 năm 2004